# 松橋利光
松橋 利光（まつはし としみつ、1969年8月25日 - ）は、神奈川県相模原市出身の日本のカメラマン。生きものカメラマンとして児童書の出版をするほか、図書館や小学校の放課後教室で生きものの講演会も多数開催している。
近年は奄美大島の自然をフィールドワークとして撮影を続けており、環境省奄美野生生物保護センター、鹿児島県立奄美図書館、奄美空港など各所で写真展や講演会を開催。
カエルをこよなく愛し、カエルの作品が多いことからカエルカメラマンとも呼ばれる。

## 人物
- 1987年、武相高等学校卒業後に江の島水族館に就職、飼育係として働く。
- 江の島水族館や相模川ふれあい科学館勤務時代に、自らの飼育生物に関する来訪客向けガイド用の写真の撮影を始めたことをきっかけとして、独学で写真技術の習得に勤しむようになる。
- 1995年に江の島水族館を退職した後に出版社で修業した後、1996年にフリーカメラマンとして独立デビューし、現在に至る。
- 主に蛙などの水棲生物の撮影を行うが、野鳥やウサギなどの鳥類・小動物の撮影も行い、数多くの写真展を開催するなど、動物カメラマンとしての活動を中心に行っている。
- 児童書や図鑑を中心にカレンダーやポストカードシールなど幅広い作品作りをしており。中でもカエルの作品が多い事からカエルカメラマンと呼ばれる。
- 主なテレビ出演　日本テレビ「くちコミジョニー」　読売テレビ「大阪ほんわかテレビ」　アニマルプラネット「こちらアニマルプラネット新聞社」　朝日放送「今ちゃんの実は・・・」　TBS「新知識階級クマグス」、NHK教育「シャキーン」フジテレビ「前神未到かみわ座」　日本テレビ「ワケあり!レッドゾーン」テレビ朝日「ペットの王国ワンだランド」日本テレビ「世界一受けたい授業」等に出演。
- 主なラジオ出演　文化放送「大村正樹のサイエンスキッズ」TOKYO FM「Blue Ocean」「クロノス」bayfm「FLINTSTONE」等に出演

## 主な作品
1996年
- 「爬虫類・両生類の意外な素顔」（ごま書房）ISBN 978-4-341-13020-6

1998年
- 「快獣戯画」（文一総合出版）ISBN 978-4-829-92128-9

2000年
- 「ザ・爬虫類&両生類」（誠文堂新光社）ISBN 978-4-416-70006-8
- 「カメ・ザリガニ・カエルなど水辺の生き物」（成美堂出版）ISBN 978-4-415-00973-5

2001年
- 「ウサギ・ハムスターなどかわいい生きもの」（成美堂出版）ISBN 978-4-415-01701-3

2002年
- 「日本のカエル＋サンショウウオ類」（山と溪谷社）ISBN 978-4-635-07009-6
- 「ずら〜りカエルならべてみると…」（アリス館）ISBN 978-4-7520-0207-9

2003年
- 「ザ・カエル」（誠文堂新光社）ISBN 978-4-416-70307-6
- 「ザ・リクガメ」（誠文堂新光社）ISBN 978-4-416-70308-3

2004年
- 「小学館の図鑑NEO 両生類はちゅう類」（小学館）ISBN　978-4-09-217206-7
- 「アマガエルのヒミツ」（山と溪谷社）ISBN　978-4-635-06340-1
- 「ボクのこときらい？」（PHP研究所）ISBN　978-4-569-68478-9

2005年
- 「ずら〜りキンギョならべてみると…」（アリス館）ISBN 978-4-7520-0271-0
- 「もってみよう」（小学館）ISBN 978-4-09-727771-2
- 「さがしてみよう」（小学館）ISBN　978-4-09-727772-9
- 「イモリ・サンショウウオの仲間」（誠文堂新光社）ISBN　978-4-416-70549-0
- 「ヘビ」（誠文堂新光社）ISBN　978-4-416-70548-3
- 「リクガメ」（誠文堂新光社）ISBN　978-4-416-70513-1

2007年
- 「きみだれ?」（アリス館）ISBN 978-4-7520-0361-8
- 「びっくりカエルぞろぞろシール」（講談社）
- 「日本のカメ・トカゲ・ヘビ」（山と溪谷社）ISBN 978-4-635-07010-2
- 「生き物の持ち方大全」（山と溪谷社）ISBN 978-4-635-23022-3

2008年
- 「 かえるといっしょ（いきもの絵にっき1）」（アリス館）ISBN 978-4-7520-0408-0
- 「てのひらのかいじゅう（しぜんといっしょ１）」（そうえん社）ISBN 978-4-88264-450-7

2009年
- 「ちいさなてのひらずかん1 にわやくさむらのいきもの」（学習研究社）ISBN 978-4-05-203056-7
- 「ちいさなてのひらずかん2 たんぼやみずべのいきもの」（学習研究社）ISBN 978-4-05-203057-4
- 「うさぎこわ～い（いきもの絵にっき2） 」（アリス館）ISBN　978-4-7520-0440-0
- 「 とりとおひるね（いきもの絵にっき3）」（アリス館）ISBN 978-4-7520-0441-7
- 「もっと！ほんとのおおきさ動物園」（学習研究社）ISBN 978-4-05-203054-3

2010年
- 「カエルのられざる生態」（誠文堂新光社）ISBN 978-4-416-21000-0
- 「ほんとのおおきさ水族館」（学習研究社）ISBN 978-4-05-203091-8
- 「しぜんといっしょ2 へんしん！たんぼレンジャー」（そうえん社）ISBN 978-4-88264-451-4
- 「川のカエルと生きものたち」（アリス館）ISBN 978-4-7520-0505-6
- 「幸せなリクガメの育て方」（大泉書店）ISBN 978-4-278-03906-1

2011年
- 「みいつけた1 にわや つうがくろの ちいさな いきもの」（ポプラ社）ISBN 978-4-591-12332-4
- 「みいつけた2 くさはらの ちいさな いきもの」（ポプラ社）ISBN 978-4-591-12333-1
- 「みいつけた3 ぞうきばやしの ちいさな いきもの」（ポプラ社）ISBN 978-4-591-12334-8
- 「みいつけた4 みずべの ちいさな いきもの」（ポプラ社）ISBN 978-4-591-12335-5
- 「みいつけた5 しおだまりの ちいさな いきもの」（ポプラ社）ISBN

978-4-591-12336-2
- 「水辺の生きものとあそぶ12か月」（アリス館）ISBN 978-4-7520-0553-7

2012年
- 「みんなわくわく水族館　海の動物いっぱい編」（新日本出版社）ISBN 978-4-406-05597-0
- 「みんなわくわく水族館　お魚いっぱい編」（新日本出版社）ISBN 978-4-406-05622-9

2013年
- 「嫌われ者たちのララバイ　カエル」（グラフィック社）ISBN 978-4-7661-2486-6
- 「嫌われ者たちのララバイ　ヘビ、トカゲ、ヤモリ」（グラフィック社）ISBN 978-4-7661-2601-3
- 「すいぞくかんのみんなの１日」（アリス館）ISBN 978-4-7520-0620-6
- 「ときめくカエル図鑑」（山と溪谷社）ISBN 978-4-635-20224-4
- 「どこにいるかな（絵本であそぼ！いきものさがし）」（アリス館）ISBN 978-4-7520-0637-4
- 「みんなどきどき動物園　キリン、ゾウ、コアラほか」（新日本出版社）ISBN 978-4-406-05664-9
- 「みんなどきどき動物園　ライオン、パンダ、サルほか」（新日本出版社）ISBN 978-4-406-05663-2

2014年
- 「生きものつかまえたらどうする？」（偕成社）ISBN 978-4-03-527200-7
- 「飼育員さんおしえて！イルカのひみつ」（新日本出版社）ISBN 978-4-406-05840-7
- 「かえるくんどっちがどっち？（絵本であそぼ！いきものさがし）」（アリス館）ISBN 978-4-7520-0662-6
- 「飼育員さんおしえて！キリンのひみつ」（新日本出版社）ISBN 978-4-406-05824-7
- 「飼育員さんおしえて！ゾウのひみつ」（新日本出版社）ISBN 978-4-406-05808-7
- 「にわのかいじゅうファイル（絵本であそぼ！いきものさがし）」（アリス館）ISBN 978-4-7520-0663-3
- 「飼育員さんおしえて！パンダのひみつ」（新日本出版社）ISBN 978-4-406-05788-2
- 「虫と蟲とムシ」（グラフィック社）ISBN 978-4-7661-2685-3
- 「飼育員さんおしえて！ライオンのひみつ」（新日本出版社）ISBN 978-4-406-05817-9

2015年
- 「その道のプロに聞く生きものの持ちかた」（大和書房）ISBN 978-4-479-39281-1
- 「飼育員さんおしえて！ラッコのひみつ」（新日本出版社）ISBN 978-4-406-05849-0
- 「ジンベエザメのはこびかた」（ほるぷ出版）ISBN 978-4-593-58305-8
- 「世界の美しき鳥の羽根」（誠文堂新光社）ISBN 978-4-416-71553-6
- 「日本のカエル＋サンショウウオ類（増補改訂）」（山と溪谷社）ISBN 978-4-635-07036-2
- 「へんないきものすいぞくかんナゾの１日」（アリス館）ISBN 978-4-7520-0718-0
- 「飼育員さんおしえて！ラッコのひみつ」（新日本出版社）ISBN 978-4-406-05849-0

2016年
- 「いばりんぼうのカエルくんとこわがりのガマくん」（アリス館）ISBN 978-4-7520-0752-4
- 「里のいごこち」（新日本出版社）ISBN 978-4-406-06036-3
- 「その道のプロに聞くふつうじゃない生きものの飼いかた」（大和書房）ISBN 978-4-479-39292-7

2017年
- 「かまってシロイルカ」（アリス館）ISBN 978-4-7520-0801-9
- 「のんびりジュゴン」（アリス館）ISBN 978-4-7520-0794-4
- 「その道のプロに聞くふつうじゃない生きものの見つけかた」（大和書房）ISBN 978-4-479-39298-9

### 2018年
- 「がんばるセイウチ」（アリス館）
- 「奄美の空にコウモリとんだ」（アリス館）

### 2019年
- 「奄美の森でカエルがないた」（アリス館）
- 「海の生きものつかまえたらどうする？」（偕成社）
- 増補改訂版「日本のカメ・トカゲ・ヘビ」（山と渓谷社）
- 「その道のプロに聞く生きもののワオ！」（大和書房）

2021年
- 「小さなイルカ　わたしはスナメリ」（新日本出版社）
- 「奄美の道で生きものみーつけた」（新日本出版社）
- 文庫版「ときめくカエル図鑑」（山と渓谷社）
- 「くらべてわかるカエル」（山と渓谷社）

2020年には　その道のプロに聞く「生きものの持ち方」のイギリス版「HOW TO HOLD ANIMALS」がヒットし、アメリカ版も発売され人気を博す。
ほんとの大きさ水族館など、多くの出版物がアメリカ　台湾　中国　韓国　スペイン　オランダ　フランス　タイなど、外国語に訳され、世界中で出版されている。
そのほか、カレンダー（「frogs!」「ウサギぴょんぴよん」）、カエルポストカードブックなど多数の作品がリリースされている。